# غالة (ببغاء)
الغالة، هو جنس من الطيور ينتمي إلى فصيلة الكوكاتو (فصيلة: Cacatuidae) .

## معرض صور

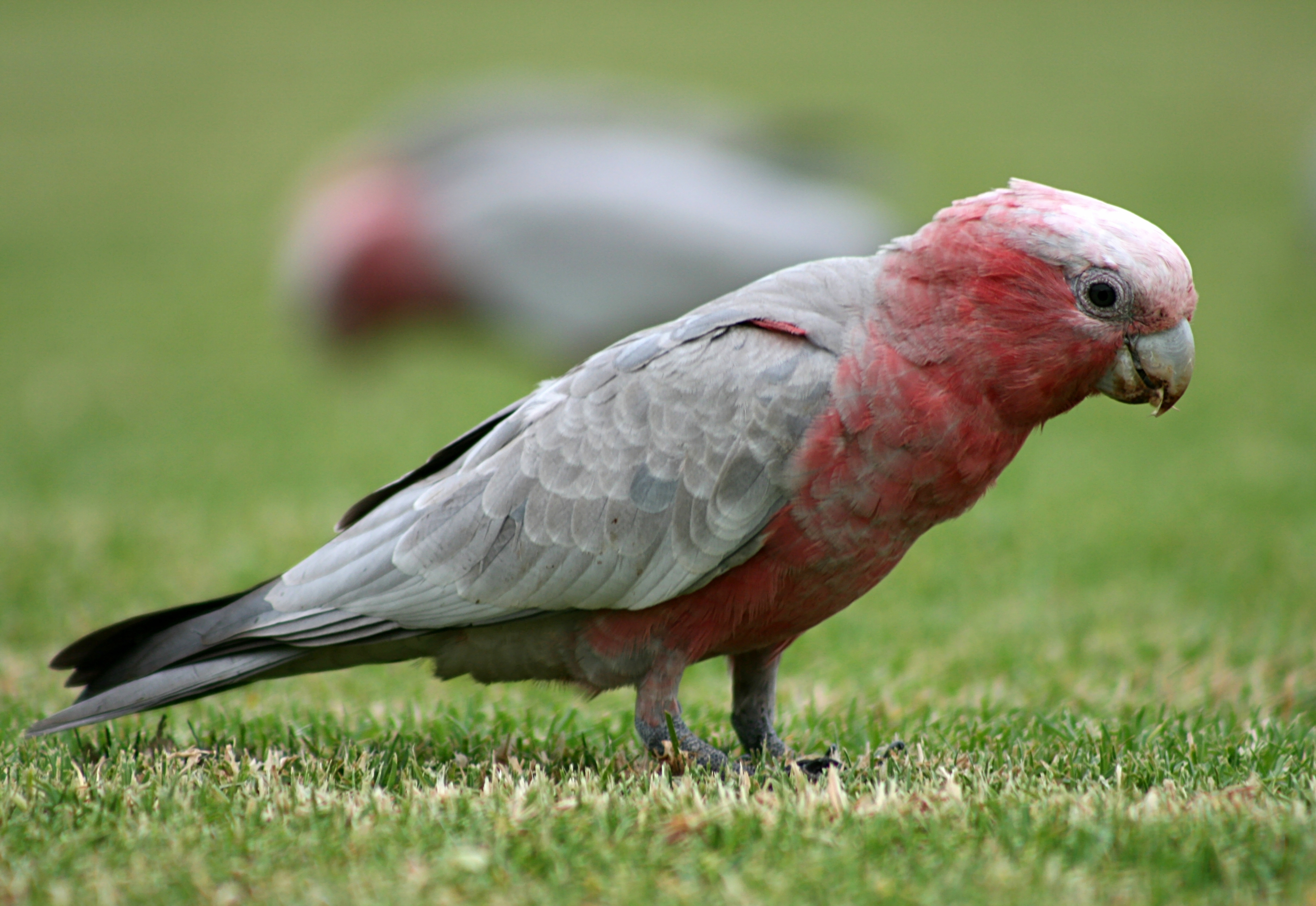
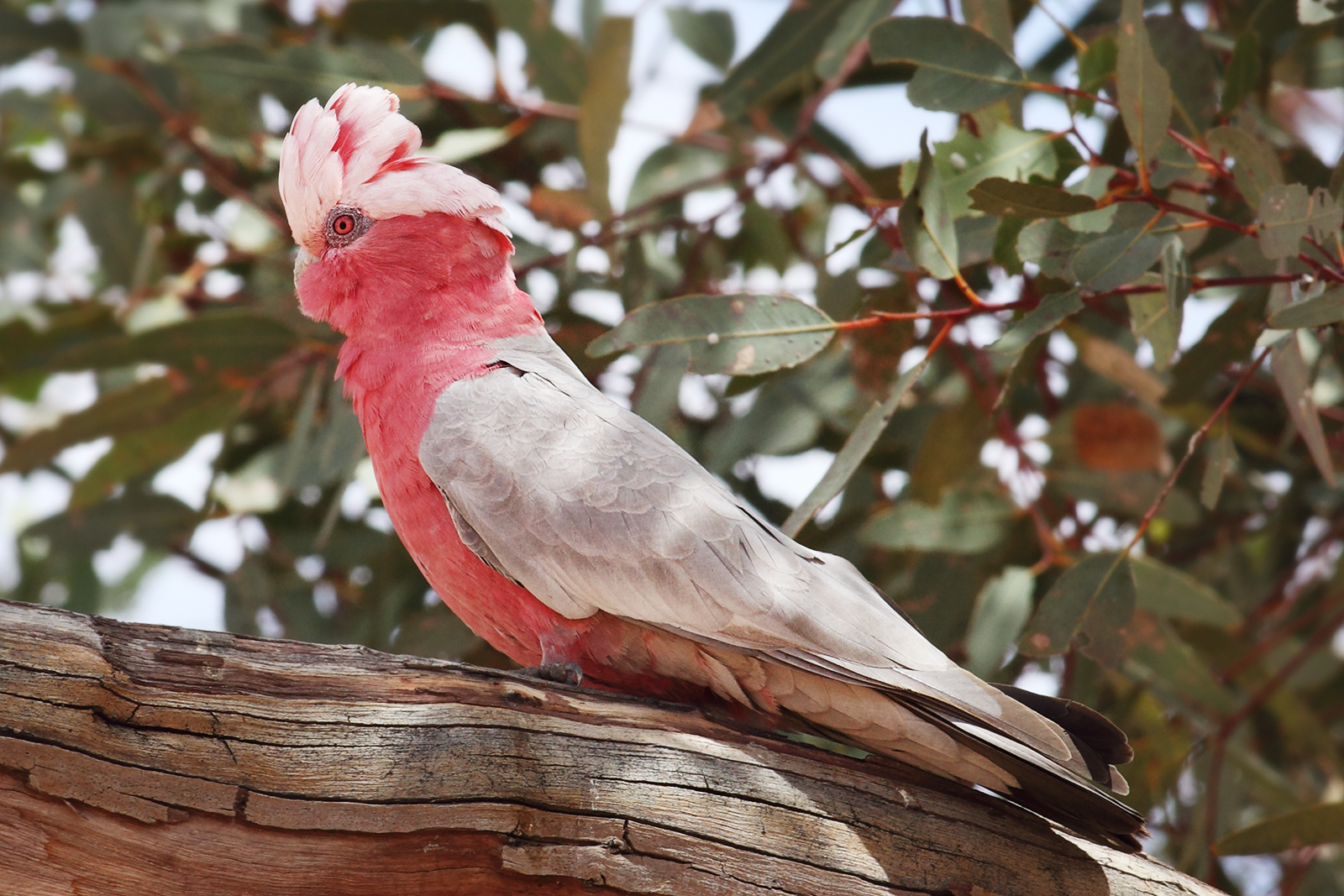
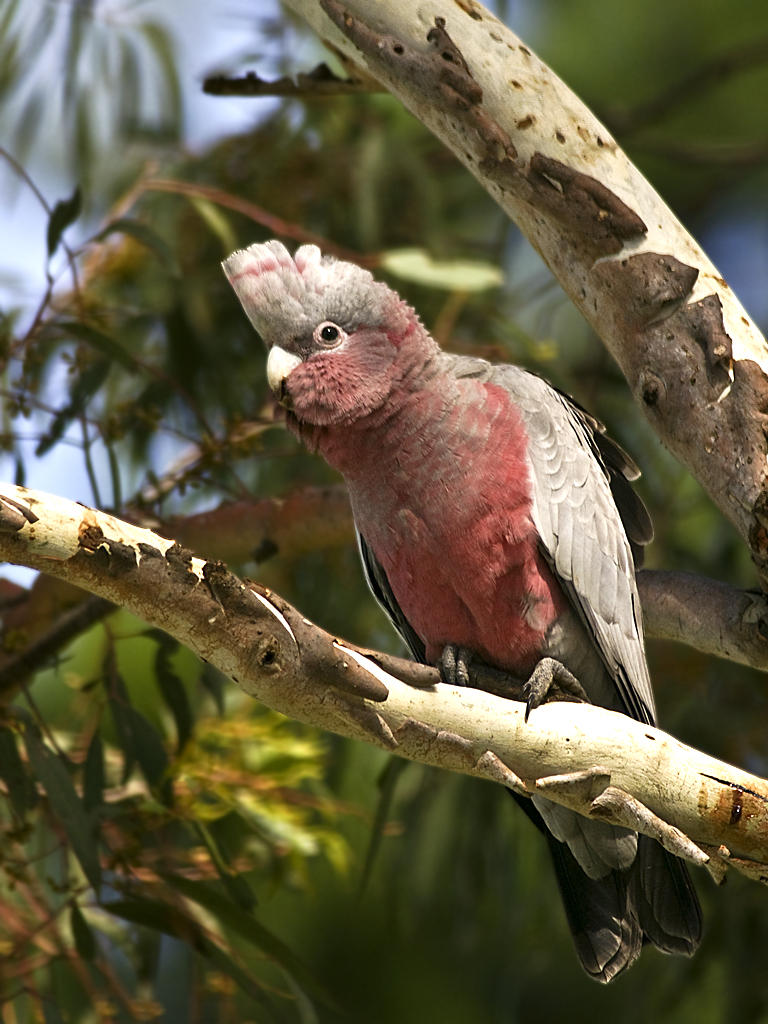
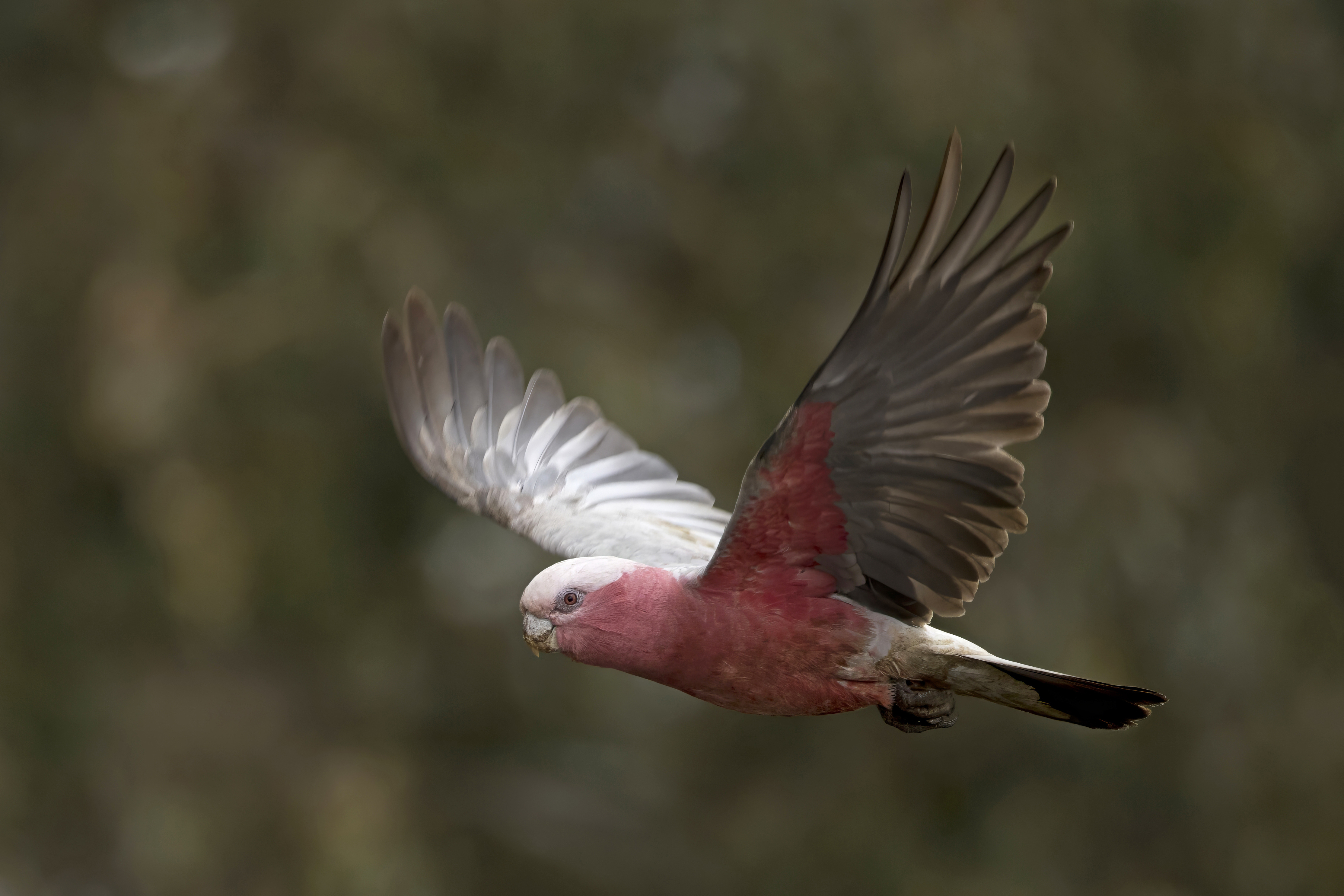